# كازو تاكاهاشي
كازو تاكاهاشي (باليابانية: 高橋和生؛ بالكانا: たかはし よしき) هو مصارع هاوي ياباني، ولد في 13 مارس 1969 في ايشيكاوا في اليابان.

## وصلات خارجية
- كازو تاكاهاشي على موقع يو إف سي (الإنجليزية)
- كازو تاكاهاشي على موقع شيردوغ (الإنجليزية)
- كازو تاكاهاشي على موقع قاعدة بيانات المصارعة الدولية (الإنجليزية)
- كازو تاكاهاشي على موقع CageMatch worker (الإنجليزية)
- كازو تاكاهاشي على موقع IMDb (الإنجليزية)